# Puerto Villamil
Puerto Villamil è una città dell'Ecuador, situata sulle isole Galápagos.
Da un punto di vista amministrativo fa parte della Provincia delle Galápagos ed è capoluogo del cantone di Isabela.